# Alegre juventud
Alegre juventud es una película española, estrenada el 18 de marzo de 1963.

## Argumento
Luis, Julio, Miguel y Carlos son cuatro jóvenes que deciden entregar su vida a Dios e ingresan en un seminario. La vida dentro de sus muros no será sencilla, especialmente para Julio que siempre tuvo una existencia fácil y sin problemas.